# Вашингтон капиталси
Вашингтон капиталси (енгл. Washington Capitals) су амерички хокејашки клуб из Вашингтона. Клуб утакмице као домаћин игра у Кепител оне арени капацитета 18.277 места. Такмиче се у Националној хокејашкој лиги (НХЛ).
Клуб се такмичи у Метрополитен дивизији Источне конференције. Боја клуба је црвена, плава и бела.

## Историја
Клуб је основан 1973. године. У финалу Стенли купа први пут су играли у сезони 1997/98, и тада су поражени од Детроит ред вингса 4:0 у победама.
Два пута су били шампиони Источне конференције (1998. и 2018.). Три пута су освајали Председнички трофеј као најбољи тим регуларног дела првенства, а тринаест пута су завршавали на првом месту у дивизији.
Највећи успех у историји клуб је остварио у сезони 2017/18. када су освојили трофеј Стенли купа након победе од 4:3 у финалној серији против екипе Вегас голден најтса. За најбољег играча финалне серије проглашен је капитен Капиталса Александар Овечкин.

## Дворана
Кепител оне арена је спортска дворана у Вашингтону. До 2006. године носила је назив МСИ центар, а до 2017. позната је била под називом Верајзон центар. Налази се у кинеској четврти, а отворена је 2. децембра 2007. године.
Капацитет дворане за хокеј је 18.506 места.

## Трофеји
| Стенли куп           | Првак | 1  | 2017/18 |
| Источна конференција | Првак | 2  | 1997/98, 2017/18 |
| Председнички трофеј  | Првак | 3  | 2009/10, 2015/16, 2016/17                                                                                           |
| Дивизија             | Првак | 13 | 1988/89, 1999/00, 2000/01, 2007/08, 2008/09, 2009/10, 2010/11, 2012/13, 2015/16, 2016/17, 2017/18, 2018/19, 2019/20 |

## Повучени бројеви играча
| Број   | Играч        | Позиција | Каријера  | Датум повлачења   |
| ------ | ------------ | -------- | --------- | ----------------- |
| 5      | Род Ленгвеј  | О        | 1982–1993 | 26. новембар 1997 |
| 7      | Ивон Лабре   | О        | 1974–1980 | 22. новембар 1980 |
| 11     | Мајк Гартнер | Н        | 1979–1989 | 28. децембар 2008 |
| 32     | Дејл Хантер  | Н        | 1987–1999 | 11. март 2000     |
| 99 [a] | Вејн Грецки  | Н        | -         | 6. фебруар 2000   |

Notes:
- a  Грецки никада није играо за Вашингтон, али је НХЛ повукла број за све клубове у лиги.